# 조도국민학교 진목분교
조도국민학교 진목분교는 대한민국 전라남도 진도군 조도면 진목도리에 있었던 국민학교 분교이다.

## 연혁
- 일자미상 조도공립국민학교 진목분교 설립 인가
- 1948년 4월 30일 진목분교장 개교
- 1950년 4월 1일 조도국민학교 진목분교 개편
- 1967년 4월 1일 도서벽지학교 '을'급 지정
- 1968년 5월 1일 도서벽지학교 '갑'급 조정
- 1973년 3월 1일 도서벽지학교 '갑'급 재지정
- 1986년 1월 1일 도서벽지학교 '가'급 조정
- 1991년 9월 30일 폐교 및 조도국민학교 통폐합